# Borrowash
Borrowash – wieś w Anglii, w hrabstwie Derbyshire, w dystrykcie Erewash. Leży 8 km na wschód od miasta Derby i 177 km na północny zachód od Londynu. W 2001 miejscowość liczyła 5621 mieszkańców.